# Tres-cents aragvians
Els Tres-cents Aragvians (en georgià: სამასი არაგველი, romanitzat: samasi aragveli) és el nom amb què la historiografia georgiana es refereix a un destacament dels altiplans de la vall d'Aragvi que van lluitar a l'última posició a la batalla de Krtsanisi, defensant Tbilisi contra l'exèrcit de Qajar el 1795. L'Església Ortodoxa de Geòrgia tenia els 300 aragvians, que van lluitar i morir en la batalla canonitzats com a màrtirs el 2008.

## Història
Els 300 aragvians formaven part del contingent aixecat dels districtes de les terres altes del riu Aragvi que va actuar sota el comandament del príncep reial Vakhtang de Geòrgia, a l'aproximació de la capital georgiana de Tbilisi l'11 de setembre de 1795. Els intensos combats, es van desenvolupar als camps de Krtsanisi i van continuar als carrers de Tbilisi. El rei de Geòrgia Irakli II va veure la seva derrota a mans de l'exèrcit persa dirigit per Agha Muhàmmad Khan Qajar, i el saqueig de la capita. Segons els relats de Geòrgia, els aragvians s'havien compromès a lluitar fins a la mort i es van mantenir fidels al seu jurament. La majoria d'ells van morir, lluitant en la darrera defensa a Tbilisi i donant a Irakli II un mitjà de retirada.